# آل صاعد
آل صاعد یا خاندان صاعد خاندانی مشهور از عالمان دینی و محدثان و قضات حنفی مذهب که از قرون ۴ تا ۹ قمری در نیشابور، هرات، ری، اصفهان و دیگر نواحی ایران سکونت داشتند. رقابت دو خاندان خجند و صاعدی در اصفهان سبب شد خجندیان با مغولان علیه صاعدیان سازش کنند اما مغولان بعد از ورود به شهر، به هیچ‌یک از این دو خاندان رحم نکردند.